# Biblioteca Real, Windsor

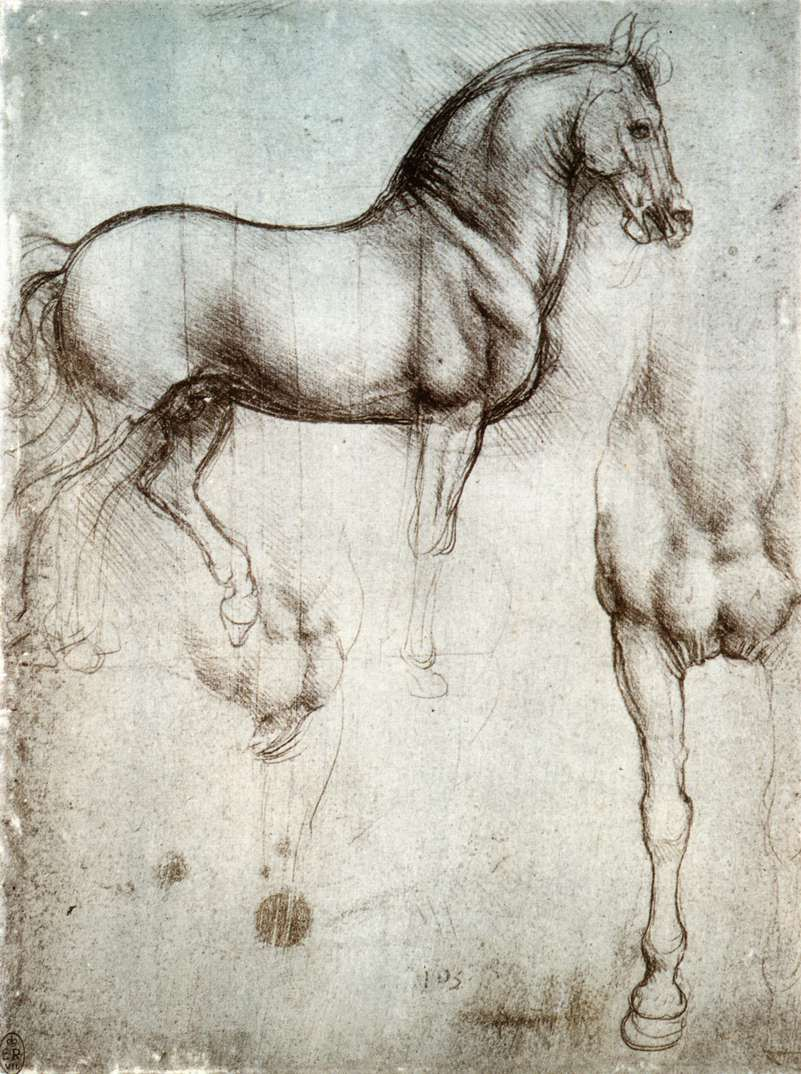
Estudio de caballo, dibujo de Leonardo da Vinci, en la colección de la Biblioteca Real, Castillo de Windsor.

La Biblioteca Real (en inglés, Royal Library) de Windsor es una oficina dentro del Departamento de las Colecciones Reales (Royal Collection), dentro del Royal Household del Soberano británico. Es responsable del cuidado y conservación de la colección real de libros y manuscritos que pertenece al soberano debido a su cargo oficial, a diferencia de aquellos que le pertenecen privadamente y se muestran en el Palacio de Sandringham House, el Castillo de Balmoral y otros lugares.
Aunque cualquier colección de libros reales requiere siempre un Bibliotecario, la oficina actual data de 1836, cuando se consolidaron las colecciones de libros en el Castillo de Windsor. La oficina sólo se admitió en el Royal Household a finales del siglo XIX. John Glover, nombrado en 1836, desempeñó el puesto hasta 1860. Dos Bibliotecarios dominaron gran parte del siglo XX: Sir Owen Morshead (1926-58) y Sir Robin Mackworth-Young (1958-85).
El Bibliotecario ahora se encarga de la Biblioteca Real, Windsor, y el Gabinete de Dibujos. Este último contiene las colecciones reales de dibujos y grabados, cuyos principales tesoros son los bocetos de Leonardo da Vinci y Miguel Ángel. El Bibliotecario organiza exposiciones y préstamos, recomienda compras y asesora las publicaciones de la Biblioteca Real y el Gabinete de Dibujos, así como sobre la historia del Castillo de Windsor.
Desde 2002 desempeña el cargo Lady Jane Roberts. Antes de ella los bibliotecarios no eran profesionales, y se apoyaban en la figura del Curador del Gabinete de Dibujos, y el Bibliógrafo de la Biblioteca Real, para asesoramiento profesional en relación con sus colecciones respectivas.
Véase también Royal Collection.